# Ryocalanus infelix
Ryocalanus infelix is een eenoogkreeftjessoort uit de familie van de Ryocalanidae. De wetenschappelijke naam van de soort is voor het eerst geldig gepubliceerd in 1956 door Tanaka.